# Lunaria annua subsp. annua
Lunaria annua subsp. annua é uma subespécie de planta com flor pertencente à família Brassicaceae. 
A autoridade científica da subespécie é L., tendo sido publicada em Sp. Pl. 653 (1753).
Os seus nomes comuns são cetim-branco, dinheiro-do-papa, lunária, medalha-do-papa ou moedas-do-papa.

## Portugal
Trata-se de uma subespécie presente no território português, nomeadamente em Portugal Continental.
Em termos de naturalidade é introduzida na região atrás indicada.

## Protecção
Não se encontra protegida por legislação portuguesa ou da Comunidade Europeia.